# 栗山英樹
栗山 英樹（くりやま ひでき、1961年〈昭和36年〉4月26日 - ）は、東京都小平市出身の野球指導者、元プロ野球選手（外野手）。右投両打。
2012年から北海道日本ハムファイターズの監督を球団最長となる10年間務め、退任後も同球団の育成・編成補佐に携わっている。選手引退から監督就任までの間は白鷗大学教授としても活動しており、国立大学出身・大学教授の経歴を持つ日本初のプロ野球監督でもあった。

## 経歴

### プロ入り前
野球好きの兄に誘われ、小学校時代に軟式野球を始める。中学校では一度野球を離れ、バレーボール部のセッターとして活躍。この時に会得したフライングレシーブが、後の外野守備での華麗なダイビングキャッチを生み出すことになる。中学3年時には、地元小平市のポニーリーグチームに所属し、投手として日米大会に出場、大会MVPを獲得する。大会後、小平市内の創価高校野球部の熱心なスカウトに心を動かされ、ともに甲子園を目指すことを決意する。
創価高校では1年時からベンチ入りし、3年時には主将兼エースとしてチームを牽引したが、春の全東京大会では早稲田実業に0-3で敗れて関東大会出場を逃し、優勝候補として期待された夏の西東京大会でも4回戦で敗退し、甲子園への夢は断たれた。高校一年と二年の年末に1週間、広島商業で合同練習を行う。「当時学んだ広商野球は今も僕のベースになっている」と話している。その後は教員を目指して東京学芸大学教育学部に合格する。
東京学芸大学では硬式野球部に入部し、投手、内野手として活躍する。東京新大学野球連盟では投手として1年春、2年春のシーズンをリーグ制覇するも、スライダーを投じた際に右肘を故障してからは投手としての限界を感じ、野手に転向することになる。東京新大学野球連盟での通算成績は、投手として25勝8敗、打者として打率.389（リーグ史上3位）という並外れた成績を残した。在学中に小・中・高の教員免許を取得し卒業後は教員を目指していたが、野球への夢が再燃して、野球部の合宿で訪ねた静岡県掛川市で出会った野球解説者の佐々木信也の紹介でプロテストを受けさせてもらえるようになったこともあり、進路を野球一本に絞る。教師になれる目前でその目標を捨てるようなことで両親からは大反対されたが、説得を続けた末、4年時には社会人・朝日生命へ内定、その後プロチームの入団テストを受け、その結果ヤクルトスワローズへのドラフト外入団が決まった。担当スカウトは片岡宏雄。

### ヤクルトスワローズ支配下選手時代
1年目の1984年に遊撃手として一軍デビューを果たしたが、プロのあまりのレベルの高さに強い衝撃を受け、野球を辞めることばかり考えていたという。
さらに2年目の1985年からは、平衡感覚が狂う三半規管の難病であるメニエール病に苦しむようになり、試合中に突然目まいや立ちくらみを覚えるようになる。最初にメニエール病の症状に襲われたのは、5月の二軍公式戦であった。この試合の最終回に突然地面が揺れ始め、ボールが2つにも3つにも見えるようになり、あと1人で試合終了というところでベンチへ交代を願い出ている。しかし、一・二軍間のボーダーラインにいた栗山は、その後は目まいが起こっても首脳陣には隠して頭をクラクラさせながらも試合に出続けたという。同年には外野手として一軍での先発出場を果たし、ジュニアオールスターゲームに出場。オフには意図的に三半規管を麻痺させる治療を受け、一時的に症状を抑え込んでいる。
このオフには若松勉が、栗山の俊足を生かすためにスイッチヒッターに挑戦させてはどうかと土橋正幸監督に提案。栗山はもともと右打ちだったが、若松の指導の下、左打ちの猛練習に取り組んでスイッチへと転向した。この猛練習が功を奏し、翌1986年の5月末に杉浦享が負傷して外野のポジションが空くと、6月からは「1番・右翼手」としてレギュラーに定着し、規定打席未満ながら打率.301を記録した。
しかし、シーズン終盤には再び試合中に目まいや立ちくらみを覚えるようになり、オフには治療に専念するため長期入院を余儀なくされた。栗山は、いつ症状が再発するか分からない将来への不安の中で入院生活を送っていたが、たまたま顔見知りになった同じ入院先の子供たちが自分よりもはるかに深刻な病を持っていることを知らされてからは、自分の甘さを恥じて「また発症してもそれは仕方がない。一期一会の精神で野球に全力を尽くそう」と、前向きな気持ちになれたという。
結局、翌1987年のユマキャンプには参加できず、開幕にこそ間に合ったが、調整不足のため打撃不振に陥って関根潤三新監督や安藤統男ヘッドコーチの期待に応えられずレギュラーを外された。復活を期する栗山は、再び若松の指導の下で猛練習を重ねて調子を取り戻し、1988年のユマキャンプで左足の肉離れを起こしてしまったため、この年の開幕には間に合わなかったものの、6月に復帰すると「1番・中堅手」に定着して安打を量産。出遅れが響いて規定打席には33打席足りなかったが、打率.331を記録した。
1989年には、開幕から中堅手のレギュラーに定着。当初は1番を打っていたが、ルーキーの笘篠賢治が1番に固定されると2番に回り、37犠打を記録した。シーズン序盤は攻守ともに絶好調で打率も3割以上を維持していたが、6月中旬にメニエール病の症状が再発すると打率が急降下した。そのため8月以降は先発を外れることもあり、スタメンの場合でも7番・8番に打順を下げての出場が多くなった。結局この年は打率.255に終わったものの、初めて規定打席に到達し、守備範囲の広さを評価されてゴールデングラブ賞を獲得した。なお、斎藤雅樹がプロ野球新記録となる11試合連続完投勝利を達成した同年7月15日の対巨人戦では、9回表二死で打席に立ち初球を一直に打ち取られ最後の打者となった。
しかし、メニエール病の症状はシーズン終了後もなかなか好転せず、満足な練習ができないまま次のシーズンに臨まざるを得なくなり、翌1990年に野村克也が監督に就任すると、当時無名だった柳田浩一にレギュラーの座を奪われた。それでも、途中出場となった4月7日の開幕戦（対巨人）では大森剛の抜ければサヨナラという左中間の強烈なライナーをダイビングキャッチでアウトにする活躍を見せたが、メニエール病の症状に加えて古傷の右肘の故障も再発したため極度の不振にあえぎ、レギュラーの座を奪い返すことはできなかった。
栗山は「特別な才能に恵まれているわけではない自分にとっては、120%の努力をすることがプロの世界で生きていくための最低条件であり、それができなくなってしまった以上はプロ生活を続けられない」と考え、この年限りで現役を引退した。

### 現役引退後
1991年から2011年は野球解説者・スポーツキャスターとしてテレビ朝日（ - 1993年、2001年 - 2011年）、TBSテレビ・TBSラジオ（1993年以降、テレビ解説は2000年まで）に出演。スポーツニッポン専属野球評論家も務める。そのかたわら、母校東京学芸大学および桐朋学園大学短期大学部の講師を務め、少年野球の普及育成に努めた。
2004年から白鷗大学助教授、2007年から准教授、2008年に教授に昇進。経営学部教授としてスポーツメディア論・野球型などを専門分野としていた。なお、現在は監督業のため休職という扱いになっており、白鷗大学に籍を残している。
TBSラジオ解説者としてのコピーは熱中先生国際派。2002年までテレビ朝日のプロ野球中継にあったコピーは熱血先生。
北海道の栗山町から観光大使を依頼され、栗山町民との親交を深めたことがきっかけで、私財を投じて天然芝の野球場と練習場などを兼ね揃えた「栗の樹ファーム」を2002年に完成させている。（後述参照）また、同所に本拠を移している関係もあり、日本ハムファイターズが本拠地を東京から移す直前の2003年からは、HBCラジオをはじめとする道内放送局のファイターズ戦中継でも解説を行っていた。
2000年代以降は日本野球機構などが開催するシンポジウム「夢の向こうに」で第1回（2003年）から司会を務めるなど、プロ野球選手と高校球児の交流事業にも積極的に参加している。
2007年には、栗山の古巣であるヤクルトの選手兼任監督・古田敦也の引退により監督候補の一人として挙がったが、実現しなかった（最終的に高田繁が就任）。
2009年には、日本高等学校野球連盟が定めるアマチュア資格を満たさない元プロ野球選手としては初めて、同連盟から高校球児への直接取材を特別に認められた（日本学生野球憲章第10条の特例措置）。同年以降の全国高等学校野球選手権大会期間中には、プロ野球解説・評論などの活動と並行しながら、朝日放送（ABCテレビ）の「熱闘!高校野球ナビゲーター」として地方大会から同局制作の情報番組（『熱闘甲子園』など）で司会や取材を担当していた。
2011年11月3日、北海道日本ハムファイターズの監督就任（梨田昌孝の後任）が決定した。監督に選ばれた理由として、球団オーナーからの「球団方針を理解してくれる人」「選手を育てながら強化してくれる」の要請を汲み、またコメンテーター時代の幅広い知識と人脈を買われてのことであった。契約期間は2年。11月9日には就任会見が行われた。背番号は私淑する三原脩（元日本ハム球団社長）にあやかって「80」となった。

### 北海道日本ハムファイターズ監督時代
2012年
監督就任1年目となった2012年はチームのエースだったダルビッシュ有が抜け苦戦も予想されたが、開幕投手に斎藤佑樹を指名し、開幕戦の3月30日の埼玉西武ライオンズ戦で4安打1失点でプロ初の完投勝利を飾った。四番には次の10年を見据え中田翔を固定して打線の核を作り上げ、吉川光夫ら若手選手の台頭もあり開幕当初から好調を維持。10月2日、新人監督として17人目のリーグ優勝を果たした。なお、プロ野球史上初めてリーグ5球団のうち3球団（西武、福岡ソフトバンクホークス、東北楽天ゴールデンイーグルス）に負け越して優勝した。クライマックスシリーズでもファイナルステージでソフトバンクを無傷の4連勝（リーグ優勝チームのアドバンテージの1勝を含む）で降し、現役時代は出場経験がなかった日本シリーズへの出場権を獲得したが、読売ジャイアンツと対戦した日本シリーズでは2勝4敗で敗れ、日本一達成とはならなかった。日本シリーズ敗退後、栗山との確執が報道された投手コーチの吉井理人が退団した。しかし、吉井は後に2016年から一軍投手コーチとして復帰し、2018年に退団。ヘッドコーチの福良淳一も退団。

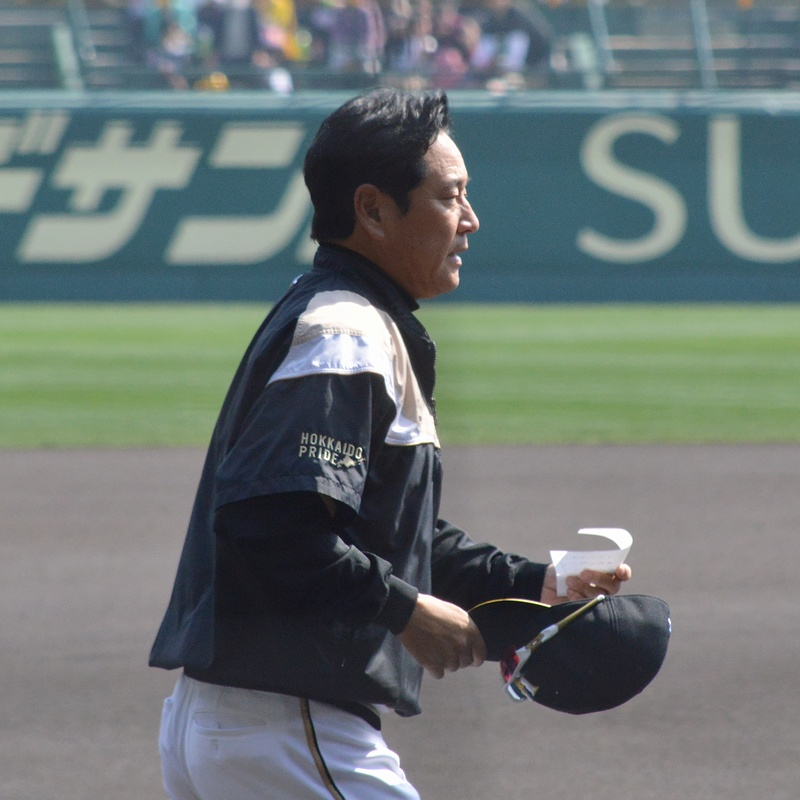
2013年
ヤクルト時代の同僚阿井英二郎がヘッドコーチ、投手コーチに黒木知宏、外野守備・走塁コーチに大塚光二が就任、外野手の稲葉篤紀が打撃コーチ兼任で就任。2年契約の2年目だったが、キャンプ直前の1月25日に糸井嘉男がトレードでオリックス・バファローズに移籍が決まると、その翌日に球団は急遽、栗山と2014年までの契約延長を発表した。高卒1年目の大谷翔平を二刀流で起用し、話題を集める。大谷は打撃でも期待に応え、投手では3勝を挙げるなど投打で采配に応えた。陽岱鋼が盗塁王（球団史上初）、新外国人のミチェル・アブレイユが本塁打王のタイトルをそれぞれ獲得し、4番の中田も初の3割を達成するなど明るい話題が多かったが、吉川が前年から成績を大きく落とし、前年オフに移籍した田中賢介や糸井の穴埋めができず、中田も骨折で終盤離脱するなど苦戦し、優勝した楽天に18.5差をつけられ、8勝16敗と大きく負け越し、西武に9勝15敗、千葉ロッテマリーンズに10勝14敗と上位3球団に負け越して、12年ぶり最下位でシーズンを終えた。チーム防御率は5位、失策はリーグワーストの88を記録した。前述の通り契約延長により、2014年も指揮を執ることとなった。5月25日の阪神タイガース戦で1-0の最終9回無死、武田久が、打者浅井良の懐をえぐった1球を球審の白井一行が死球と判定し、白井に顔面が接触しそうなほど近づいて猛抗議し、「納得できないから退場にしろ！」と詰めると約2分後、監督就任2年目で初めて白井から退場処分を宣告された。クジ運が悪く、2013年10月25日のドラフト会議では、松井裕樹、柿田裕太、岩貞祐太を立て続けに外し続けた。なお、競合ドラフトの同日3連敗は、2010年の当時オリックスの監督岡田彰布以来となった。
2014年
栗山の要請で内野守備走塁コーチに白井一幸が就任。大谷が日本プロ野球初の同一シーズンでの10勝10本塁打を達成し、抑えに武田久が離脱したことで増井浩俊を起用し、これが当たり増井は抑えに定着した。上沢直之、中村勝、浦野博司が台頭して投手陣を支え、野手でも中田が打点王、西川遥輝が盗塁王獲得。最終的にチームは3位となり、2年ぶりにクライマックスシリーズ進出を決めた。CSではファーストステージで2位のオリックスに2勝1敗で勝利し、ファイナルステージではソフトバンクと対戦したが3勝4敗で敗れた。オフに稲葉と金子誠が引退。
2015年
安定した中継ぎ陣と吉川の活躍もあり4月1日から7連勝、近藤健介の台頭に加え、中田、ブランドン・レアードのパンチ力も光った。大谷の投手3冠、有原航平の新人王と若手の活躍もあった。79勝62敗2分となり、リーグ優勝した2012年の勝率、勝利数を上回る好成績を残したが、この年のリーグ優勝チームのソフトバンクには12ゲーム差をつけられ2位となった。クライマックスシリーズでは、3位のロッテに1勝2敗で敗れた。阿井が辞任。
2016年
開幕から首位を独走したソフトバンクに一時最大で11.5のゲーム差をつけられながら、6月19日から7月11日まで球団新記録となる15連勝などで猛追。特に、監督就任からケガを除き一貫して4番打者として起用し続けた中田が不振に陥った際、6月27日の対西武戦では好機で中田に代打矢野謙次を送ったり、開幕から不調が続く守護神増井を8月から先発に転向させたりするなどの策を講じた。また、開幕から打撃が好調の大谷が先発投手の試合において、DHが使用できるパ・リーグ主催試合でありながら、スタメンに敢えてDHを使用せず「投手・大谷」を入れ（5月29日の対楽天戦など）、7月にマメの影響で大谷の登板が不可能となった際には、二軍降格ではなく指名打者として一軍に帯同させながら、9月の投手復帰に向けた調整をさせた。天王山となった9月21日、22日のソフトバンク最終2連戦では2連勝しマジックを点灯させると、9月28日の対西武戦に勝利し4年ぶりのリーグ優勝を果たした（最大11.5ゲーム差からの大逆転劇は、1996年の巨人が首位広島と最大11.5ゲーム差だったのを捲って以来2例目である）。クライマックスシリーズでも1番打者として起用した大谷が先頭打者本塁打を記録するなど功を奏しファイナルステージで2位のソフトバンクを4勝2敗で降し、4年ぶりに日本シリーズへの出場権を獲得した。そして、広島東洋カープと対戦した日本シリーズを4勝2敗で制覇し、球団としては10年ぶり3度目、自身としては初の日本一を獲得した。また、日本一を決めた第6戦は2009年に開場したマツダスタジアムで行われたため、同球場の初代胴上げ監督となった。11月2日に1年契約を延長したことが発表された。
2017年
開幕直後に大谷と中田が故障、先発陣が軒並み不調に苦しむこととなった。4月に6連敗と10連敗を繰り返し、4月を最下位で終えた。5月3日にロッテ戦に勝利し5位に、5月下旬に4位に浮上するが交流戦初戦でDeNAに敗れて5位に転落してからは順位を上げることも出来ず、早々にチーム再建へ舵を切る年となった。得意にしていた交流戦も初めて負け越し、9位に終わる。交流戦終了後の7月には、3度の5連敗を喫するなど1度も連勝することが出来ずに4勝18敗と大きく負け越した。それでも7月26日のロッテ戦で2004年の北海道移転後からの通算1000勝を達成。8月に入ってからは、8月16日のロッテ戦で約2か月ぶりの2連勝、それ以降チームの調子も上向き、11勝10敗と5月以来の月間勝ち越し、9・10月も16勝13敗と勝ち越してシーズンを終えた。なお、最終戦ではメジャー移籍を志望していた大谷が「4番・投手」で出場して10奪三振と2安打を記録し、チームも完封勝利で有終の美を飾った。最終順位は5位で2013年以来4年ぶりのBクラスとなる5位に終わった。大谷の移籍、FAで増井浩俊がオリックス、大野奨太が中日へ移籍し戦力ダウンも余儀なくされた。
2018年
ヤクルト時代同僚であり、栗山が結婚式の司会を担当した仲である荒木大輔が二軍監督に就任。前年守護神を務めた増井が移籍したこともあり新外国人のマイケル・トンキンを守護神に抜擢し、右肘手術から復帰した上沢、巨人から移籍して2年目の大田泰示が存在感を示し、交流戦以降は4年目の石川直也を起用するなど投手陣を再編成し、西武との優勝を争い後半戦から失速したが、2年ぶりAクラスとなる3位でシーズンを終了した。クライマックスシリーズファーストステージでは2位・ソフトバンクに1勝2敗で敗退した。オフには、レアードが退団し、ロッテへ移籍した。

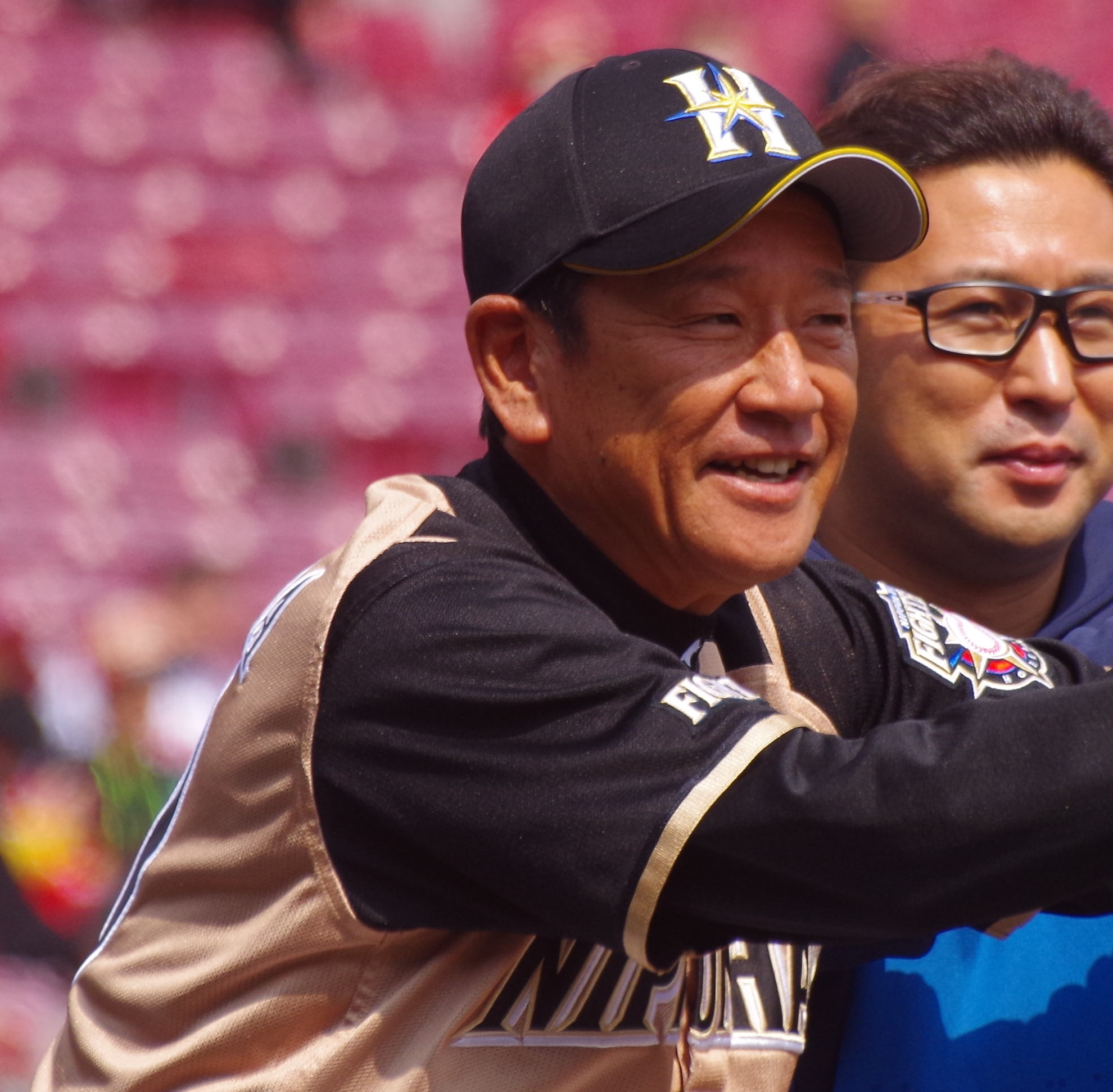
2019年
オリックスのエースだった金子弌大が加入。この年、開幕当初はオープナーを採用し、実際に加藤貴之や堀瑞輝を、第2先発として金子を起用し、5月以降は本来の先発でも起用した。前半戦は2位で終えるも、8月以降は9連敗を喫するなど5勝20敗と大きく負け越し、9月は10勝10敗と5割だったが、8月の失速が響き5位に終わり、最下位のオリックスに15勝8敗2分と唯一の勝ち越しで交流戦も8勝9敗1分で残り、パ・リーグの4球団に負け越した。
2020年
開幕直後から低迷し、故障者の続出や外国人選手の不振など誤算、優勝したソフトバンクに20ゲームをつけられ、ソフトバンク戦は6勝17敗1分と大きく負け越した。栗山の采配については、週刊ベースボールに前年から導入した「オープナー」が機能しているとは言えず、開幕から1割台に低迷している清宮幸太郎を最終戦までファームに降格させないなど、采配と育成のビジョンに疑問の声と指摘された。失策はリーグワーストの75、捕逸もリーグワーストの13、チーム防御率は2004年以来16年ぶりの4点台の4.02、チーム本塁打数は89本で2年連続となるリーグワーストタイとなった。04年の北海道移転後では、球団史上初の2年連続Bクラスとなる5位に終わった。11月17日、畑佳秀球団オーナーに同年の報告を行った席上で続投を要請され、1年の契約延長で合意した。
2021年
就任10年目のシーズンは、中田の出場停止処分や主力選手の不振、選手・コーチの新型コロナウイルス感染症が大きく響き、またしても開幕から不振に喘いだ。中田は8月20日に無償トレードで巨人へ移籍し、栗山は「今シーズンが終わるまで野球をやらなければ、野球人として終わってしまう怖さも考えていたが、ただ、うちのチームで『はい、どうぞ』というところではない。いろいろなことを考えて、翔を救うと巨人が判断してくれた」と移籍へのいきさつを話した。そのまま最下位を独走し、8月25日の試合で日本ハムの自力優勝の可能性が消えると、9月25日の試合で日本ハムの自力CS進出の可能性が消えた。そして、10月16日に栗山が2021年シーズン限りで日本ハムの監督を退任することを発表した。なお、最下位は脱出したものの、3年連続Bクラスの5位で終了。11月1日に退任に関する記者会見が行われ、感謝の意を述べた。

### 監督退任後の動向
退任後の12月2日に日本代表監督に就任（後述）したほか、選手の教育や育成に携わるポストとして、日本ハムの「プロフェッサー」に就任することも同月20日に発表された。
2022年
学校法人北海学園特任教授、アインホールディングス社外取締役にも就任している。
2023年
日本ハムでは2023年までプロフェッサーを務めたのち、同年12月26日に、チーム編成と球団運営の双方を強化するために創設する「チーフ・ベースボール・オフィサー（CBO）」への就任が発表された。
2025年
4月、大阪学院大学自校教育推進室顧問に就任。
6月、斎藤佑樹と一緒に「中学球児応援プロジェクト」アンバサダーに就任。一般財団法人「球心会」副代表に就任。

### 日本代表監督として
2021年12月2日に野球日本代表監督に就任。2023年3月22日、2023 ワールド・ベースボール・クラシックで日本代表を優勝に導く。同年5月31日をもって代表監督を退任し、6月2日に退任会見を開いた。会見では、今後の進路については正式に言及はしなかった。
2023年9月、WBCで対戦したチェコ代表監督のパベル・ハジムからの申し出を受けてチェコ野球名誉大使に就任した。

## 選手としての特徴・人物

### 選手として
俊足巧打のスイッチヒッター。外野守備のスペシャリストでもあり、1989年にはゴールデングラブ賞を受賞している。なお前述のようにプロ入り当初は内野手であり、一軍公式戦において二塁手・遊撃手としてそれぞれ2試合ずつ守備に就いている。

### 人物
独身で、結婚歴はない。学生時代に教職員免許を取得し、解説業や評論家を務める傍ら東京学芸大学や白歐大学にて教職に就いている。選手時代には「天使というより魔法使い」という楽曲をリリースしている。野球解説者時代に、福島弓子と伊達公子との交際歴がある。日本ハムの監督就任当初は実際の自宅は東京にありながらも、栗山町に生活拠点を置いていたが、2015年中に正式に栗山町に自宅を構えた。木田優夫によると、野球道具を集めることが趣味のため栗山町の家がその倉庫となってしまい、近くにもう一つ家を建てて住んでいるという。（後述の、栗の樹ファームを参照）
高校時代、野球以外に面白そうと思った職業として俳優を挙げている。友人の1人（本人曰く“悪友”）が、休日にエキストラ出演のアルバイトをやっており、次の日にしてくれる撮影現場での出来事の話が面白かったことで、そこから「高校卒業後は2人で俳優になろう」と話し合ったこともあった。
栗山は自称「原マニア」というほど原辰徳を尊敬しているとメディアなどで語っている。きっかけは栗山が東海大相模のセレクション受験時に、当時スターだった原から声をかけられたことだという。
日本ハムの監督就任後は、コミュニケーションの一環で大抵の選手を下の名前や愛称で呼んでいる。ただ、選手絡みの談話に出てくる発言がネット上でネタとして扱われることが多い。日本ハム監督退任後、WBC日本代表監督就任後は、代表選手として選ばれた選手のことも大抵下の名前で呼ぶほか、初の日系人からの選出となったラーズ・ヌートバーのことは、ミドルネーム「達治」にちなんで「たっちゃん」と呼んでいる。
敗戦後のインタビューでは度々「俺が悪い」と発言していた。
マスコミの前では敗戦時や大型連敗時でも個人批判や厳しい言葉を滅多に発さないが、ロサンゼルス・エンゼルスへ移籍した大谷翔平には、マスコミの前でも厳しく苦言を呈することが度々あった。そこで「満足」してしまっては慢心がうまれ、より魅力的なプレーヤーになることができず、良い結果を出せなければ「二刀流」ひいては大谷自身に批判が集まるのは事理明白で大谷を批判し、新たな目標を提示できるのは立場上監督である栗山しかいないからであると述べている。別のインタビューで栗山は、「オレが認めてしまったら、その瞬間に（大谷の）成長が終わってしまう怖さを感じている。だから、絶対に認めないし、心の底から『まだまだ』と思っている」と明かした。この厳しい姿勢は清宮にも向けていた。大谷に対して厳しい言葉を発している一方で、裏では「体、大丈夫か？」と気遣いの言葉をかけており、大谷を守るために厳しくやっていたことを明かした。大谷本人もそれを感じ取っており監督の本心は理解しているつもりですと語っている。
北海道胆振東部地震の影響で札幌ドームでの試合に影響が出ていた中、日本ハムのある選手は「本当に僕たちは試合をやっていいんですかね……」と被災者への申し訳なさを漏らした。すると栗山は「われわれは野球をやれることへの感謝を持ちながら野球をする使命がある。1人でも元気になってもらえるなら意味があるはず。その姿が大事。それが見せられないようならプロ野球球団が存在する意味がない」と言葉を紡いだ。
日本ハム監督時代に選手の間柄だった宮西尚生は「（監督は）一言で言うなら、選手想い。絶対に選手を批判したりとか、信用をなくすとかはしない。ずーっと信用し続けてくれる。そういう監督でしたね。この監督のためなら、体がつぶれてでも投げたいと思える人でした」と語っている。
ヤクルト選手時代に最初につけた背番号46に思い入れがあり、「特別な番号」と語っている。

### 栗の樹ファーム
栗山は、苗字が同じということから、スポーツジャーナリスト時代の2002年、北海道夕張郡栗山町に同町の町民らと協力して、少年野球場「栗の樹ファーム」を作った。栗山は自ら野球場を作りたいという考えを持ち、1989年に上映されたアメリカの映画「フィールド・オブ・ドリームス」に感銘し、自らの私財を投じて、全面天然芝の野球場や、ログハウスには、栗山のコレクションしている世界各地の野球関連グッズの展示コーナーを設けた。ここでは飲み物の提供や、より野球や道具を身近に感じてもらえるようにという想いで、バットなど一部の道具は入館した一般人も手に取れるように選手名と背番号をともに表記し展示している（なお、COVID-19の影響により2024年時点で休業しているため、従来のように展示品の観覧や手に取ることなどはできなくなっている）。普段の施設運営は一般の従業員が行っているが、栗山自身も現地にいる場合がある。
「栗の樹ファーム」では少年野球教室や大会が開かれ、子どもたちの夢を育む舞台にもなっている。2009年にはこの功績が認められ、日本芝草学会より日本芝生文化大賞を受賞した。

## 詳細情報

### 年度別打撃成績
| 年 度     | 球 団     | 試 合 | 打 席 | 打 数 | 得 点 | 安 打 | 二 塁 打 | 三 塁 打 | 本 塁 打 | 塁 打 | 打 点 | 盗 塁 | 盗 塁 死 | 犠 打 | 犠 飛 | 四 球 | 敬 遠 | 死 球 | 三 振 | 併 殺 打 | 打 率 | 出 塁 率 | 長 打 率 | O P S |
| --------- | --------- | ----- | ----- | ----- | ----- | ----- | -------- | -------- | -------- | ----- | ----- | ----- | -------- | ----- | ----- | ----- | ----- | ----- | ----- | -------- | ----- | -------- | -------- | ----- |
| 1984      | ヤクルト  | 2     | 1     | 1     | 0     | 0     | 0        | 0        | 0        | 0     | 0     | 0     | 0        | 0     | 0     | 0     | 0     | 0     | 0     | 0        | .000  | .000     | .000     | .000  |
| 1985      | ヤクルト  | 29    | 18    | 18    | 9     | 5     | 1        | 0        | 0        | 6     | 1     | 1     | 0        | 0     | 0     | 0     | 0     | 0     | 1     | 1        | .278  | .278     | .333     | .611  |
| 1986      | ヤクルト  | 107   | 258   | 239   | 34    | 72    | 5        | 0        | 4        | 89    | 14    | 8     | 5        | 9     | 0     | 4     | 0     | 6     | 26    | 0        | .301  | .329     | .372     | .701  |
| 1987      | ヤクルト  | 72    | 99    | 92    | 13    | 18    | 1        | 1        | 0        | 21    | 5     | 0     | 1        | 3     | 0     | 3     | 1     | 1     | 7     | 3        | .196  | .229     | .228     | .457  |
| 1988      | ヤクルト  | 90    | 370   | 338   | 33    | 112   | 11       | 4        | 0        | 131   | 17    | 7     | 5        | 20    | 0     | 7     | 0     | 5     | 33    | 0        | .331  | .354     | .388     | .742  |
| 1989      | ヤクルト  | 125   | 484   | 420   | 49    | 107   | 18       | 3        | 2        | 137   | 26    | 4     | 4        | 37    | 4     | 17    | 2     | 6     | 34    | 5        | .255  | .291     | .326     | .617  |
| 1990      | ヤクルト  | 69    | 109   | 96    | 15    | 22    | 0        | 1        | 1        | 27    | 4     | 3     | 0        | 10    | 0     | 2     | 0     | 1     | 7     | 3        | .229  | .253     | .281     | .534  |
| 通算：7年 | 通算：7年 | 494   | 1339  | 1204  | 153   | 336   | 36       | 9        | 7        | 411   | 67    | 23    | 15       | 79    | 4     | 33    | 3     | 19    | 108   | 12       | .279  | .308     | .341     | .649  |

### 年度別監督成績
リーグ公式戦
| 年 度      | 球 団      | 順 位      | 試 合 | 勝 利 | 敗 戦 | 引 分 | 勝 率 | ゲ ｜ ム 差            | 本 塁 打               | 打 率                  | 防 御 率               | 年 齡                  |
| ---------- | ---------- | ---------- | ----- | ----- | ----- | ----- | ----- | ---------------------- | ---------------------- | ---------------------- | ---------------------- | ---------------------- |
| 2012年     | 日本ハム   | 1位        | 144   | 74    | 59    | 11    | .556  | -                      | 90                     | .256                   | 2.89                   | 51歳                   |
| 2013年     | 日本ハム   | 6位        | 144   | 64    | 78    | 2     | .451  | 18.5                   | 105                    | .256                   | 3.74                   | 52歳                   |
| 2014年     | 日本ハム   | 3位        | 144   | 73    | 68    | 3     | .518  | 6.5                    | 119                    | .251                   | 3.61                   | 53歳                   |
| 2015年     | 日本ハム   | 2位        | 143   | 79    | 62    | 2     | .560  | 12.0                   | 106                    | .258                   | 3.62                   | 54歳                   |
| 2016年     | 日本ハム   | 1位        | 143   | 87    | 53    | 3     | .621  | -                      | 121                    | .266                   | 3.06                   | 55歳                   |
| 2017年     | 日本ハム   | 5位        | 143   | 60    | 83    | 0     | .420  | 34.0                   | 108                    | .242                   | 3.84                   | 56歳                   |
| 2018年     | 日本ハム   | 3位        | 143   | 74    | 66    | 3     | .529  | 13.5                   | 140                    | .251                   | 3.77                   | 57歳                   |
| 2019年     | 日本ハム   | 5位        | 143   | 65    | 73    | 5     | .471  | 13.0                   | 93                     | .251                   | 3.76                   | 58歳                   |
| 2020年     | 日本ハム   | 5位        | 120   | 53    | 62    | 5     | .461  | 20.0                   | 89                     | .249                   | 4.02                   | 59歳                   |
| 2021年     | 日本ハム   | 5位        | 143   | 55    | 68    | 20    | .447  | 14.0                   | 78                     | .231                   | 3.32                   | 60歳                   |
| 通算：10年 | 通算：10年 | 通算：10年 | 1410  | 684   | 672   | 54    | .504  | Aクラス5回、Bクラス5回 | Aクラス5回、Bクラス5回 | Aクラス5回、Bクラス5回 | Aクラス5回、Bクラス5回 | Aクラス5回、Bクラス5回 |

- 順位の太字は日本一

ポストシーズン
| 年 度  | 球 団    | 大 会 名                                                 | 相 手                                     | 勝 敗                         |
| ------ | -------- | -------------------------------------------------------- | ----------------------------------------- | ----------------------------- |
| 2012年 | 日本ハム | パ・リーグクライマックスシリーズ ファイナルステージ(※1)  | 福岡ソフトバンクホークス（パ・リーグ3位） | 4勝0敗=日本シリーズ進出 (※2)  |
| 2012年 | 日本ハム | 日本シリーズ                                             | 読売ジャイアンツ（セ・リーグ1位）         | 2勝4敗=敗退                   |
| 2014年 | 日本ハム | パ・リーグ クライマックスシリーズ ファーストステージ     | オリックス・バファローズ（パ・リーグ2位） | 2勝1敗=ファイナルステージ進出 |
| 2014年 | 日本ハム | 同 ファイナルステージ(※1)                                | 福岡ソフトバンクホークス（パ・リーグ1位） | 3勝4敗=敗退 (※3)              |
| 2015年 | 日本ハム | パ・リーグ クライマックスシリーズ ファーストステージ     | 千葉ロッテマリーンズ（パ・リーグ3位）     | 1勝2敗=敗退                   |
| 2016年 | 日本ハム | パ・リーグ クライマックスシリーズ ファイナルステージ(※1) | 福岡ソフトバンクホークス（パ・リーグ2位） | 4勝2敗=日本シリーズ進出 (※2)  |
| 2016年 | 日本ハム | 日本シリーズ                                             | 広島東洋カープ（セ・リーグ1位）           | 4勝2敗=日本シリーズ優勝       |
| 2018年 | 日本ハム | パ・リーグ クライマックスシリーズ ファーストステージ     | 福岡ソフトバンクホークス（パ・リーグ2位） | 1勝2敗=敗退                   |

- ※1 クライマックスシリーズファイナルステージは6試合制で先に4勝したチームの優勝、リーグ優勝チームに1勝のアドバンテージ
- ※2 アドバンテージの1勝を含む。
- ※3 ディスアドバンテージの1敗を含む。

### 表彰
- ゴールデングラブ賞：1回（外野手部門：1989年）
- 東京学芸大学栄誉賞（2013年）[63]
- 正力松太郎賞：2回（2016年[64]、特別賞：2023年）
- コミッショナー特別表彰：1回（特別賞：2023年[注 4]）
- パ・リーグ 連盟特別賞賞：2回（最優秀監督賞：2012年、2016年）
- テレビ朝日スポーツ特別功労賞（2011年[66]）
- ビッグスポーツ賞 スーパーベースボール賞（2012年[67]）
- テレビ朝日スポーツ放送大賞（2016年[68]）
- キタデミー賞 監督賞（2018年）[69]
- 東京学芸大学栄誉教授（2023年）[70]
- 栗山町民栄誉賞（2023年）[71]
- 第71回菊池寛賞（2023年）[72]
- SUITS OF THE YEAR 2023「スポーツ部門」（2023年）[73]
- 服部真二特別賞（2023年）[74]
- 第52回ベストドレッサー賞「スポーツ部門」（2023年）[75]
- Yahoo!検索大賞2023「スペシャル部門」（2023年）[76]
- 第20回 タニタ健康大賞（2023年）[77]
- 『Sports Graphic Number』MVP賞（2023年[注 5]）[78]

### 記録
初記録
- 初出場：1984年10月8日、対横浜大洋ホエールズ25回戦（明治神宮野球場）、9回表に水谷新太郎に代わり遊撃手で出場
- 初安打：1985年8月1日、対横浜大洋ホエールズ12回戦（明治神宮野球場）、8回裏に宮本賢治の代打で出場、遠藤一彦から単打
- 初先発出場：1985年10月5日、対横浜大洋ホエールズ20回戦（明治神宮野球場）、「8番・右翼手」で先発出場
- 初盗塁：1985年10月12日、対横浜大洋ホエールズ21回戦（横浜スタジアム）、6回表に二盗（投手：門田富昭、捕手：小山昭晴）
- 初打点：1985年10月9日、対阪神タイガース22回戦（阪神甲子園球場）、8回表に福間納から内野ゴロの間に記録
- 初本塁打：1986年6月28日、対阪神タイガース14回戦（明治神宮野球場）、9回裏に伊藤文隆からソロ

その他の記録
- 1試合4犠打：1989年6月4日、対中日ドラゴンズ8回戦（明治神宮野球場）

監督としての記録
節目の記録
- 500勝：2018年9月2日、対千葉ロッテマリーンズ23回戦（ZOZOマリンスタジアム）、3-2で勝利 ※史上30人目（球団史上3人目）[79]
- 600勝：2020年8月15日、対千葉ロッテマリーンズ11回戦（ZOZOマリンスタジアム）、9-0で勝利 ※史上24人目（球団史上2人目）[80]

### 背番号
- 46（1984年 - 1989年）
- 4（1990年）
- 80（2012年 - 2021年）
- 89（2022年 - 2023年）

## 関連情報

### 著書
単著
- 『栗山英樹29歳：夢を追いかけて』（1990年4月10日、池田書店）ISBN 4262143759
  - 『栗山英樹29歳：夢を追いかけて』（2023年5月23日、池田書店）ISBN 4262143805
- 『スポーツキッズのほうれん草：スポーツサイエンス・リポート』（1992年6月1日、全国朝日放送）ISBN 4881311778
- 『夢は正夢』（1994年7月1日、扶桑社）ISBN 4594014739
- 『復活：地獄を覗いた男たち』（1994年10月1日、ベースボール・マガジン社）ISBN 4583031610
- 『忘れちゃいけないものがある：スポーツを愛する人たちへ』（1996年8月1日、小学館）ISBN 4093871914
- 『栗山英樹のベースボールアカデミー』（2005年7月5日、出版芸術社）ISBN 4882932717
- 『栗の樹ファーム物語：栗山英樹、野球場をつくる：北の大地で育む"フィールド・オブ・ドリームス"』（2006年3月16日、マキノ出版）ISBN 4837670555
- 『栗山英樹が選ぶアスリートたちの世界集』（2007年2月1日、学習研究社。「中学生のためのショート・ストーリーズ」第8巻として発行）ISBN 9784052026331 ※複数の著作家によるスポーツ選手の物語を栗山が選定したもの（「栗山英樹選」のクレジットあり）。
- 『怪物前夜："60億円の男"松坂大輔を育てた「嫌いにさせない」子育て術』（2007年3月15日、東京学参）ISBN 9784808007737
- 『はるかなる甲子園 2011年、特別な夏』（2010年10月27日、日刊スポーツ出版社）ISBN 9784817202918
- 『はるかなる甲子園 もう一つの高校野球物語』（2010年11月12日、日刊スポーツ出版社）ISBN 9784817202826
- 『覚悟 理論派新人監督は、なぜ理論を捨てたのか』（2012年10月10日、ベストセラーズ）ISBN 978-4584134535[81]
- 『伝える。 言葉より強い武器はない』（2013年3月26日、ベストセラーズ）ISBN 978-4584134849[82]
- 『未徹在 「組織のなかのリーダー」の在り方』（2015年11月21日、ベストセラーズ）ISBN 978-4584136867[83]
- 『「最高のチーム」の作り方』（2016年12月21日、ベストセラーズ）ISBN 978-4584137666[84]
- 『栗山魂 14歳の世渡り術』（2017年3月22日、河出書房新社）ISBN 9784309617091
  - 『栗山魂 夢を正夢に』（2018年10月20日、河出書房新社）ISBN 978-4309416403
- 『育てる力 栗山英樹『論語と算盤』の教え』（2018年4月19日、宝島社）ISBN 978-4800280374
- 『稚心を去る 一流とそれ以外の差はどこにあるのか』（2019年2月10日、ワニブックス）ISBN 9784847097515
- 『野球が教えてくれたこと』（2019年3月28日、KADOKAWA）ISBN 9784048961141
- 『栗山ノート』（2019年10月30日、光文社）ISBN 9784334951177
- 『栗山ノート2 世界一への軌跡』（2023年7月18日、光文社）ISBN 9784334953928
- 『信じ切る力 生き方で運をコントロールする52の心がけ』（2024年3月21日、講談社）ISBN 978-4065353394
- 『監督の財産』（2024年9月9日、ワニブックス）ISBN 978-4847074172
- 『栗山英樹の思考』（2024年10月11日、ぴあ）ISBN 978-4-8356-4696-1

共著
- 『スポーツ新人類たちへ：軽やかにスポーツを語ろう：栗山英樹対談集』（1993年4月8日、ソニー・マガジンズ）ISBN 4789708020
- 『栗山英樹のスポーツおもしろランド』シリーズ（絵:保立浩司、小峰書店）
  - 『スポーツと食べ物のひみつ』（1996年7月18日、第1巻）ISBN 4338134011
  - 『スポーツのうそ・ほんと』（1996年9月22日、第2巻）ISBN 433813402X
  - 『ためしてみよう!スポーツのふしぎ』（1996年11月18日、第3巻）ISBN 4338134038
  - 『うまくなるコツとひみつ 1：野球・陸上競技・バスケットボール編』（1997年1月20日、第4巻）ISBN 4338134046
  - 『うまくなるコツとひみつ 2：サッカー・バレーボール編』（1997年3月8日、第5巻）ISBN 4338134054
- 『Get sports：テレビ朝日『ゲット・スポーツ』：野球を極める』（2003年4月2日、アスキー・コミュニケーションズ。南原清隆との責任編集）ISBN 4776200481
- 『「対話」の力』（2024年10月10日、NHK出版。五木寛之との共著）ISBN 978-4140819760

監修
- 『言葉の魔球：野球名言集』（2005年10月20日、出版芸術社）ISBN 4882932849
- 『わが子をプロ野球選手に育てる本：体・眼・心・食のスペシャリストが指導』（著者:立花龍司・真下一策・児玉光雄・海老久美子）（2005年10月25日、マキノ出版）ISBN 4837670490
- 『メジャーリーガーになれるか?!』（2008年7月4日、泉書房）ISBN 978-4-86287020-9

訳書
- 『ラクロスの基礎』（ロバート・E・レイノルズ著、ベースボール・マガジン社、1993年12月、ISBN 4583030967）

### 雑誌
- 『ベースボールアルバムNO.98 栗山英樹』（1989年8月1日、ベースボール・マガジン社）- 付録:栗山英樹ポスター

### 連載
- 熱中先生（スポーツニッポン連載コラム）
- ヒューマンインタビュー（プロ野球ai）

### 音楽
- 「好敵手／それぞれの旅」（1992年7月25日・シングル）※2曲ともさだまさしの作詞作曲。
- 『フォー・シーズンズ』（1993年9月26日・アルバム）

### ゲームソフト
- プロ野球 熱スタシリーズ（2006年・2007年、バンダイナムコゲームス。大塚光二とともに解説者として声の出演）

### DVD
- 北海道日本ハムファイターズ監督 栗山英樹~人心掌握の"哲学"（2013年3月20日、フジテレビジョン、北海道文化放送）品番:PCBC-52175

### 出演番組

#### テレビ
解説者のみならず、スポーツ情報番組を主体に司会者としても活動した。
テレビ朝日・ANN系列各局
報道・情報・スポーツ関連番組
| 期間      | 期間       | 番組名                 | 役職                   |
| --------- | ---------- | ---------------------- | ---------------------- |
| 1991年4月 | 1993年3月  | スポーツフロンティア   | メインキャスター       |
| 1998年4月 | 2011年12月 | GET SPORTS             | ナビゲーター           |
| 2000年4月 | 2001年3月  | 速報!スポーツCUBE      | メインキャスター       |
| 2001年4月 | 2002年3月  | ベストポジションSPORTS | コーナー司会           |
| 2004年4月 | 2011年12月 | 報道ステーション       | プロ野球コメンテーター |

スポーツ中継・ハイライト・バラエティ番組・テレビドラマ
- スーパーベースボール（1991年 - 1993年、2001年 - 2011年。解説。朝日放送・北海道テレビなど系列局制作の中継にも不定期出演）
- 楽天GIGランド（名古屋テレビ。1992年10月 - 1993年3月。司会）
- アストロ球団（2005年8月10日 - 12月7日 - 本人 役）
- 熱闘甲子園（朝日放送・テレビ朝日。2009 - 2011年度）

長島三奈とともに、スタジオ司会と全国高等学校野球選手権大会各都道府県代表校への大会中取材を担当。
- 速報!甲子園への道（朝日放送、2009 - 2011年度）

コメンテーター兼リポーター。長嶋とともに、全国高等学校野球選手権大会地方大会を随時取材していた。
- スペシャルドラマ・ママが生きた証（2014年7月5日 - 本人 役）[85]

TBSテレビ
報道・スポーツ関連番組
| 期間       | 期間       | 番組名               | 役職                                                                                 |
| ---------- | ---------- | -------------------- | ------------------------------------------------------------------------------------ |
| 1993年4月  | 2000年12月 | JNNニュースの森      | プロ野球年末総括やシーズン前の順位予想での出演                                       |
| 1993年10月 | 1997年9月  | JNNスポーツ&ニュース | メインキャスター ※本人の歌う『天使というより魔法使い』がエンディングテーマに使われた |

スポーツ中継・バラエティ・特別番組
- JAPAN MAJOR BASEBALL（1993年 - 2000年。解説）
- オールスター感謝祭（1993年4月3日、1993年10月9日、1994年4月2日、1994年10月1日、1995年4月1日、1995年9月30日、1996年3月30日、1996年10月5日、1997年3月29日、1997年10月4日、1998年3月28日）
- スポーツマンNo.1決定戦（第8回芸能人サバイバルバトルまでのメインリポーター）
- 人生最高レストラン（2023年3月4日）

NHK総合テレビ
- 中学生日記 「ホームベース」－ 都会と違う私の青春（1998年9月20日）[86]
- 土曜元気市
- 新・男の食彩（2003年度。司会）
- プロ野球 マジックの継承者たち～WBC栗山監督と名将のノート～（2023年3月5日）[87]
- プロ野球 マジックの継承者たちⅡ WBC栗山メモ～知られざる采配の舞台裏～（2023年8月13日）[88]
- 時をかけるテレビ～今こそ見たい！この１本～ 「80歳の決着〜元兵士たちの日米野球〜」（2024年5月17日）[89]
- プロフェッショナル 仕事の流儀（2025年2月17日）[注 6]

NHK BS
- 栗山英樹 ザ・トップインタビュー（2024年1月 - 、NHKラジオ第1でも放送）

日本テレビ
- しゃべくり007（2023年4月10日）

テレビ東京
- カンブリア宮殿（2023年12月21日）[90][91]

CS
- アストロ球団（2005年7月25日 - 10月3日、SKY PERFECTV CH183 - 本人 役）

#### ラジオ(特記ない限り、パーソナリティとしての出演)
TBSラジオ
- TBSラジオ エキサイトベースボール（1993年 - 2011年。解説）
- 栗山英樹のスポーツBEAT ON!（1995年4月 - 1996年9月）
- サタデー・デイ・キャッチ!スポーツ（1996年10月 - 1997年3月）
- 初田啓介の激アツ!ビバ!プロ野球→初田啓介の激アツ!エキサイトベースボール!（2005年10月 - 2006年3月）
- 栗山英樹のエキサイトサンデー（2006年10月 - 2007年3月）

HBCラジオ
- HBCファイターズナイター（2003年 - 2006年。解説。2007年以降もTBSラジオ制作の裏送りには出演していた）

FM NACK5
- 栗山英樹 Dream Navigation（2000年4月 - 2011年12月）
- 栗山英樹 NEXT INNING
- サタデー・オン・ザ・ウエー
- ハロー・サンシャイン
- ゲット・ユア・ドリーム
- 夢の翼に

各地のAM局
- 栗山英樹のミュージックブルペン（1993年 - 2011年）
  - 栗山英樹の夢を追いかけて

STVラジオ
- 栗山英樹の野球場に行こう!（2012年2月5日 - 。毎月第1日曜19:00 - 19:30の『ぞっこんほっかいどうアワー』枠で放送）

### CM
- リーガルコーポレーション（1993年）
- カゴメ 『キャロット100』（1993年）
- ナムコ『ワールドスタジアム5』（2001年）[92]
- 第一三共ヘルスケア 『ルルアタックIB』（2007年）[93]
- 日本ハムグループイメージCM（2014年）
- 100満ボルト（2014年 - 2021年）
- スケッチャーズ「Skechers Hands Free Slip-ins™(スケッチャーズ ハンズフリー スリップ・インズ)」（2024年 - ）
- エースラゲージ株式会社「PROTECA J5 Collection」(2025年 - )
- Com2uS Japan「プロ野球RISING」（2025年 - ）[94]

### 映画
- 探偵はBARにいる3（2017年12月1日公開、東映）監督:吉田照幸 - 本人役[95]
- FIGHTERS THE MOVIE ～Challenge with Dream～（2019年2月15日公開、アスミック・エース）[96]
- Shohei Ohtani - Beyond the Dream（2023年11月17日公開、Disney+）[97]

### 配信映画
- Shohei Ohtani - Beyond the Dream（Disney+・ESPN+、2023年配信）[98][99]